# Office national d'études et de recherches aérospatiales
La Oficina Nacional de Estudios e Investigaciones Aeroespaciales  (ONERA; en francés: Office national d'études et de recherches aérospatiales) es el principal centro de investigación francés en el sector aeronáutico, espacial y de defensa. Todas las disciplinas y tecnologías en el campo están involucradas. Muchos programas aeroespaciales han pasado por ONERA: proyectos Ariane, Falcon, Rafale, Airbus, misiles, helicópteros, motores, radares, etc.
Bajo la tutela del Ministerio de Defensa, este establecimiento público de carácter industrial y comercial (EPIC) cuenta con un presupuesto de unos 230 millones de euros, la mitad de ellos en subvenciones estatales y emplea a unas 2.000 personas, entre ellas una mayoría de investigadores, ingenieros y técnicos. ONERA dispone de importantes recursos de ensayo y cálculo, y en particular de la mayor flota de túneles de viento de Europa. El Presidente de la ONERA es designado por el Consejo de Ministros a propuesta del Ministro de Defensa.